# 1255
Cette page concerne l'année 1255  du calendrier julien. Pour l'année 1255 av. J.-C., voir 1255 av. J.-C.
L'année 1255 est une année commune qui commence un vendredi.

## Événements

### Afrique
- Début du règne de Mansa Oulé, Mansa (roi) du Manden (jusqu'en 1270). Souverain paisible et pieux, il organise un système de grand commandement confié à des généraux fidèles, dont l'action étend le royaume du Mali à l'Ouest[1]. Son règne marque le début du développement de l'Islam.

### Europe
- Janvier[2] : Ottokar II de Bohême et les chevaliers teutoniques fondent une forteresse qui est à l'origine de la ville de Königsberg (aujourd'hui Kaliningrad, en Russie). Ottokar II rentre en Bohême[3].
- 20 janvier[4] : l’archevêché de Rīga devient la métropole de la Prusse.

- 19 mars : l'Université de Paris, alors la plus prestigieuse d'Europe, inscrit à son programme la totalité des œuvres d'Aristote[5].
- 25 mars : le pape Alexandre IV, après l'échec des négociations avec le régent du royaume de Sicile Manfred, l'excommunie et prêche la croisade contre lui[6]. Le 9 avril[7], il investit le royaume de Sicile à Edmond de Lancastre.
- 30 mars : fondation par Alphonse de Poitiers de la bastide de Montréal-du-Gers[8].
- 6 avril : mariage d’Isabelle, fille de Louis IX de France avec Thibaud V de Champagne, à Melun[9].
- 8 mai : le concile de Béziers décide d'envoyer des renforts au connétable de Carcassonne, Pierre d'Auteuil qui a entrepris le siège du château de Quéribus au printemps[10]. La place se rend en mars 1256 après la capture de Chabert de Barbaira par Olivier de Termes[11].
- Été : chute de Niort-de-Sault, dernier bastion du catharisme occitan[12].
- 15 août : Guillaume van Rubroek rentre à Acre[13]. Il fait un rapport détaillé de son voyage en Asie centrale au roi Louis IX de France. Il y décrit les mœurs, les croyances et les coutumes des peuples d’Orient.
- 26 septembre : canonisation de Claire d'Assise (vers 1193-1253), fondatrice de l'ordre des pauvres dames, par le pape Alexandre IV[14].
- 23 octobre : condamnation du Liber Introductorium de Gérard de Borgo San Donnino, Franciscain favorable aux idées de Joachim de Flore, par une commission réunie à la demande du pape Alexandre IV à Anagni, en Italie[15].

- À la mort de Batu à Saraï, Sartak, son fils et successeur désigné, séjourne alors chez le grand khan Möngke à Karakorum en qualité de plénipotentiaire. Möngke le nomme à la tête du l’oulous kiptchak, mais il meurt brusquement et c’est son fils, Ulakchi, qui est désigné comme khan de la Horde d'or sous la régence de Boraktchik, veuve de Batu (fin en 1257)[16].
- En Islande, l’Althing admet la primauté de la loi divine sur les lois nationales[réf. nécessaire].

- Le portugais est adopté comme langue de la chancellerie du Portugal à l'instigation de l'infant D. Dinis[17].